# Versam
Versam (toponimo tedesco; in romancio Versomi , in italiano Farsamio o Versamia, desueti) è una frazione di 237 abitanti del comune svizzero di Safiental, nella regione Surselva (Canton Grigioni).

## Geografia fisica
Il paese si trova all'imbocco della Val Safien.

## Storia

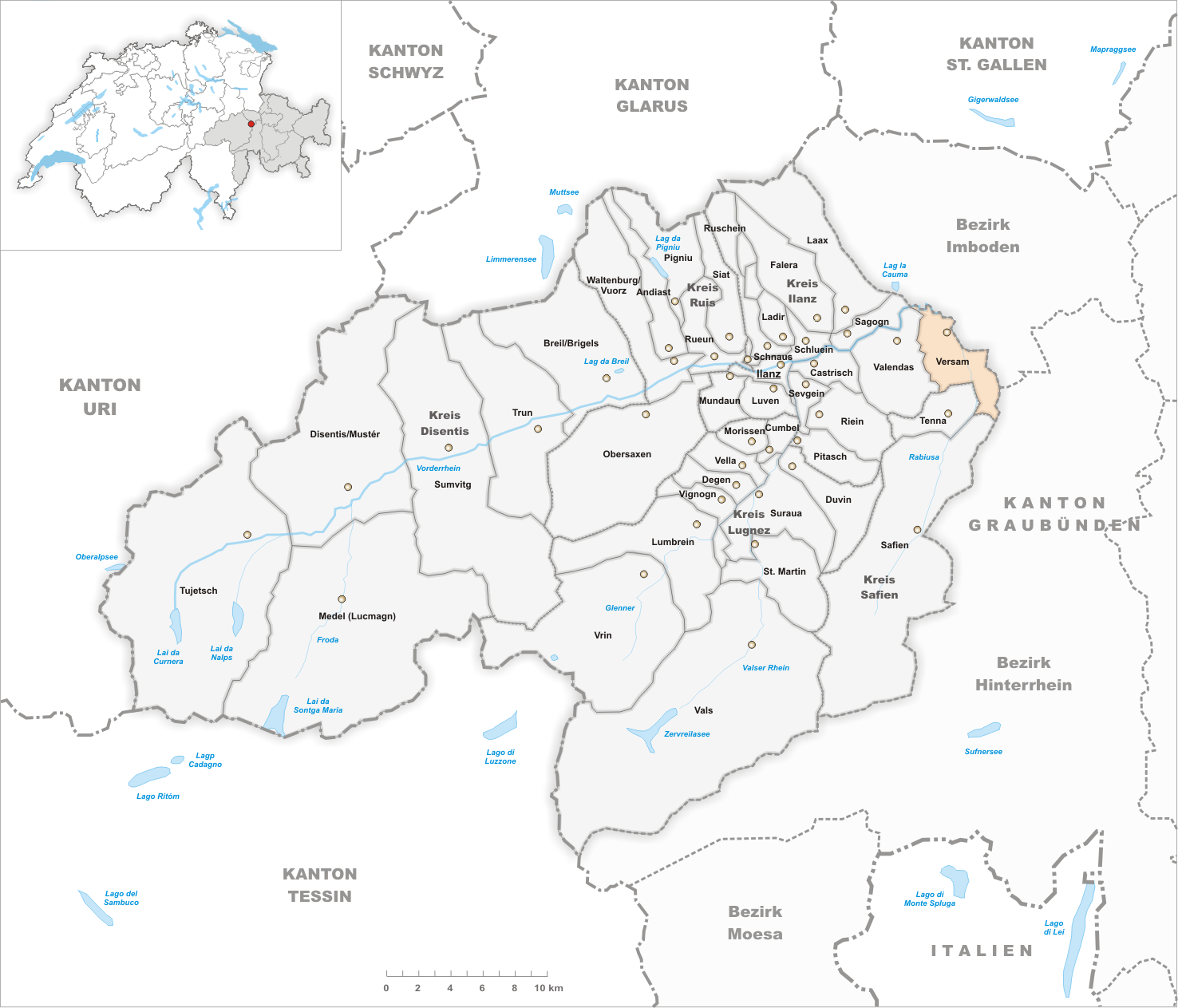
Il territorio del comune di Versam prima degli accorpamenti comunali del 2013

Già comune autonomo istituito nel 1800 circa e che si estendeva per 16,79 km², comprendeva anche le frazioni di Arezen, Calörtsch e (dal 1854) Sculms; il 1º gennaio 2013 è stato aggregato agli altri comuni soppressi di Safien, Tenna e Valendas per formare il nuovo comune di Safiental.

## Monumenti e luoghi d'interesse
- Chiesa riformata, eretta nel 1634[1].

## Società

### Evoluzione demografica
L'evoluzione demografica è riportata nella seguente tabella:
Abitanti censiti

### Lingue e dialetti
Già paese di lingua romancia, è stato germanizzato da coloni walser a partire dal XIV secolo.

## Economia
L'economia locale trae impulso principalmente dal settore primario.

## Infrastrutture e trasporti

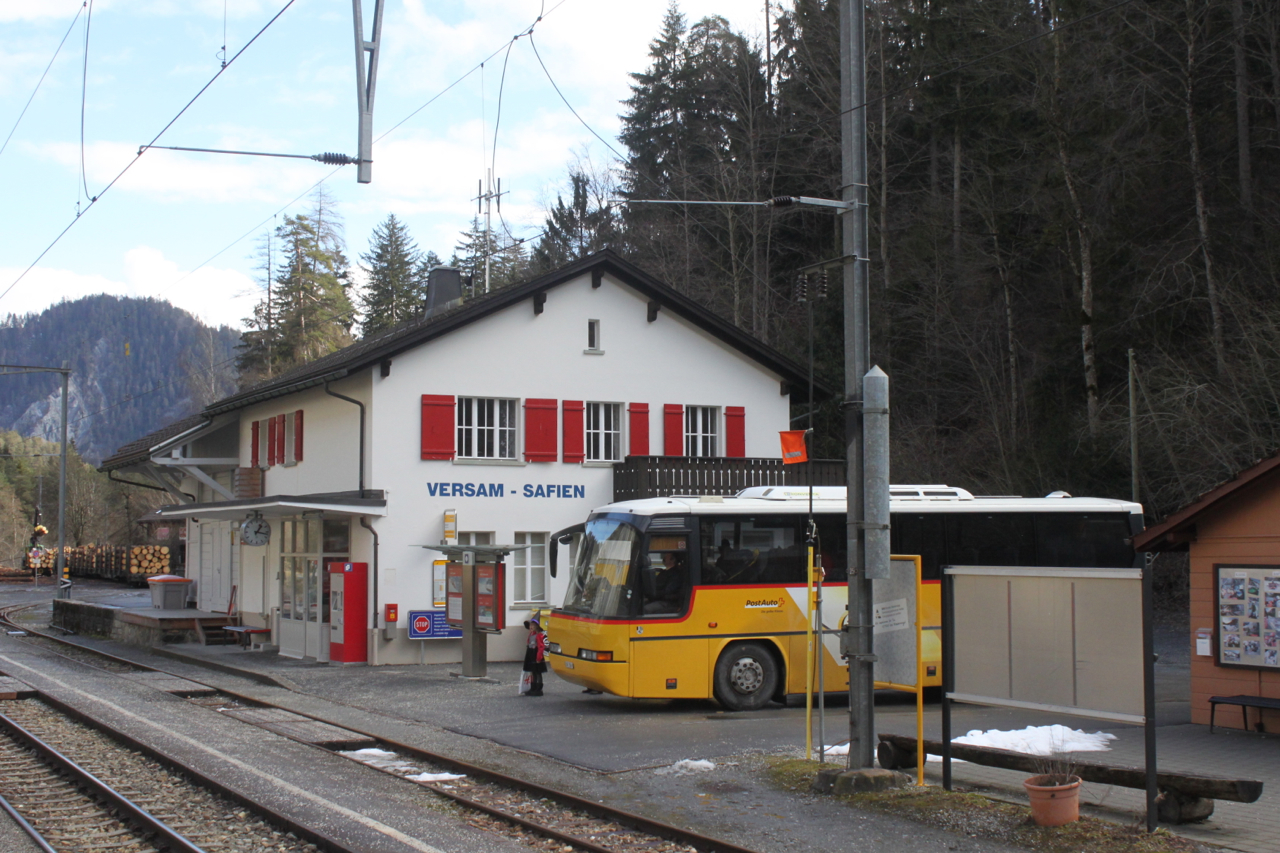
La stazione di Versam-Safien

Versam è servito dalla stazione di Versam-Safien della Ferrovia Retica (linea Reichenau-Disentis), risalente al 1903.